# 科尔达 (塞内加尔)
科爾達是塞內加爾南部的城市，也是科爾達區的首府，該地區植被和雨量豐富，每年6月至10月是雨季，11月至5月是旱季，2007年人口62,258，大多數居民是富拉尼人。